# Xinyuan (sockenhuvudort i Kina, Shaanxi, lat 33,13, long 106,98)
Xinyuan (kinesiska: 鑫源街道) är en sockenhuvudort i Kina. Den ligger i provinsen Shaanxi, i den nordvästra delen av landet, omkring 220 kilometer sydväst om provinshuvudstaden Xi'an. Antalet invånare är 15 554. Befolkningen består av 6 894 kvinnor och 8 660 män. Barn under 15 år utgör 11,0 %, vuxna 15-64 år 79 %, och äldre över 65 år 8,0 %.
Runt Xinyuan är det ganska tätbefolkat, med 166 invånare per kvadratkilometer. Närmaste större samhälle är Hanzhongshi, 6,7 km sydost om Xinyuan. Runt Xinyuan är det i huvudsak tätbebyggt.
Genomsnittlig årsnederbörd är 1 044 millimeter. Den regnigaste månaden är juli, med i genomsnitt 226 mm nederbörd, och den torraste är december, med 2 mm nederbörd.